# 康耀堂美術館
康耀堂美術館（こうようどうびじゅつかん）は、長野県茅野市豊平にある美術館。正式名称は京都芸術大学附属康耀堂美術館。

## 概要
2001年7月に佐鳥電機株式会社前会長佐鳥康郎の個人美術館である「康耀堂美術館」として開館。2005年以降は京都造形芸術大学（現・京都芸術大学）が運営を引き継ぎ、千住博が館長となる。近代近現代の日本画・油画・水彩画・版画など400点あまりを収蔵し、年3・4回のコレクション展を開催している。茅野市尖石縄文考古館に隣接している。
代表的な作品に髙山辰雄の「赤い服の少女」、「梅薫る夕べ」、田村一男の「たてしな山」、横山大観の「船出」、荻太郎「帽子の女」などがある。

## 主な所蔵作家
- 日本画
  - 千住博、中島千波、大島秀信、奥村土牛、小倉遊亀、小野竹喬、鎌倉秀雄、川端龍子、黒沢吉蔵、佐々木正、佐藤圀夫、佐藤太清、佐藤孝、下村観山、荘司福、鈴木竹柏、高橋天山、高橋淑子、髙山辰雄、徳岡神泉、中村譲、前田青邨、松尾敏男、松林桂月、山本丘人、山本真也、横山大観
- 洋画
  - 赤木範陸、悳俊彦、石井柏亭、荻太郎、鬼頭鍋三郎、高野三三男、小林和作、小堀進、島田章三、白瀧幾之助、須田剋太、田崎廣助、田村一男、鳥海青児、辻永、寺田竹雄、中川紀元、中野和高、中村研一、鍋井克之、野口彌太郎、林倭衛、平賀亀祐、牧野虎雄、三上隆彦、三宅克己、南薫造、宮本三郎、向井潤吉、山口薫、山口長男、山下新太郎、横山泰三、吉田俊雄、吉田博、萬鉄五郎、和田英作、ジョルジュ・ブラック、パブロ・ピカソ、マリー・ローランサン、ジョルジュ・ルオー、ルノワール

## 利用情報
- 開館時間 10:00〜17:00（最終入館時間 16:30）
- 毎週月曜日に加え『第4火曜日』も休館。（12月から4月の間冬季休館）